# Rastislav Káčer

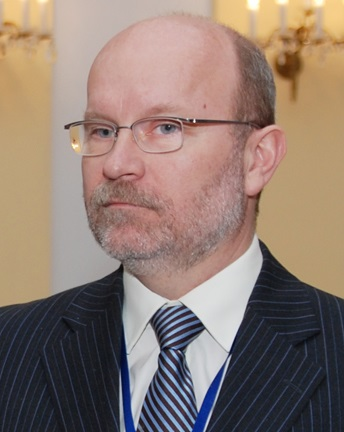
Káčer (2011)

Rastislav Káčer (* 9. Juli 1965 in Nová Baňa) ist ein slowakischer Diplomat und Politiker. Er war Botschafter der Slowakei in den USA, Ungarn und der Tschechischen Republik.
Káčer war ab dem 13. September 2022 Minister für auswärtige und europäische Angelegenheiten der Slowakei als Amtsnachfolger von Ivan Korčok in der Regierung Heger.
Heger trat Anfang Mai 2023 zurück; Staatspräsidentin Zuzana Čaputová kündigte am 7. Mai 2023 an, Ľudovít Ódor zum Nachfolger zu ernennen.